# Chlidichthys clibanarius
Chlidichthys clibanarius är en fiskart som beskrevs av Gill och Edwards 2004. Chlidichthys clibanarius ingår i släktet Chlidichthys och familjen Pseudochromidae. Inga underarter finns listade i Catalogue of Life.